# Musikmagazin
Ein Musikmagazin, synonym auch Musikzeitschrift genannt, ist ein Druckerzeugnis, das sich vorwiegend mit Musik und Musikkultur beschäftigt. Solche Zeitschriften sind vorwiegend, wenn auch nicht ausschließlich, das Ergebnis von Musikjournalismus und enthalten typischerweise Musiknachrichten, Interviews, Fotoberichte, Essays, Platten- und Konzertbesprechungen. Manche Ausgaben haben eine CD-Beigabe mit Musiktiteln.

## Geschichte
Musikredaktionelle Periodika waren im Vereinigten Königreich sehr erfolgreich, wobei der New Musical Express (NME) seit seiner ersten Ausgabe im Jahr 1952 die Verkaufszahlen anführte. Der NME hatte einen langjährigen Konkurrenten im Melody Maker, einer noch älteren Publikation, die seit 1926 existierte; bis 2001 führten jedoch sinkende Auflagen und der Aufstieg von Internet-Musikseiten dazu, dass der Melody Maker in seinem alten Rivalen aufging und sein Erscheinen einstellte. Die Printausgabe des NME wurde 2018 eingestellt, weiteren britischen Magazinen wie Select (1990–2001) und Sounds (1970–1991) erging es genauso. Zu den aktuellen britischen Musikmagazinen gehören Kerrang (seit 1981) und Mojo (seit 1993), beide von EMAP publiziert. Zu den Magazinen, die sich eher auf Popmusik als auf Rock konzentrieren und auf einen jüngeren Markt abzielen, gehören die inzwischen eingestellten Smash Hits (1978–2006), Q (1986–2020) und das BBC-Magazin Top of the Pops, das die Fernsehshow, auf der es basiert, überdauerte.
Die am längsten laufende Musikzeitschrift Großbritanniens war BMG, 1903 von Clifford Essex gegründet und 1976 eingestellt. Die Abkürzung BMG ist ein Initialwort und steht für „Banjo, Mandolin and Guitar“. Das Magazin ist die älteste Publikation, die sich auf Saiteninstrumente konzentriert und akustische Instrumente aller Art thematisiert.

## Bedeutende Publikationen
Zu den wichtigsten Musikmagazinen in den Vereinigten Staaten gehören das Rock-Pop-Magazin Rolling Stone (gegründet 1967), das Jazz-Magazin Down Beat (gegründet 1934) und Spin (gegründet 1985, seit 2012 nur noch online). Ein wichtiges Online-Magazin aus Schweden ist Melodic, das seinen Fokus hauptsächlich auf (Hard)Rock, melodischen Metal sowie alternative Musik hat. Unter den klassischen Musikzeitschriften ist Diapason die meistgelesene in Frankreich. Ein Beispiel für ein Nostalgie-Magazin ist Keep Rockin', das Musik der 1950er und 1960er Jahre zum Thema ha und deren erste Ausgabe im Januar 2009 erschien. Das Magazin enthält eine Mischung aus aktuellen Ereignissen rund um diese Zeit (z. B. Konzerte, Autoshows) und Geschichten mit Originalfotos aus den 1950er- und 1960er-Jahren sowie einige von Lesern geschriebene Artikel über Erfahrungen, die sie in dieser Zeit gemacht haben.
Die auflagenstärksten Musikmagazine Deutschlands mit Printausgabe waren im Jahr 2020 das Rolling Stone (deutschsprachige Erstausgabe 1994), Metal Hammer (Heavy Metal, seit 1983), Musikexpress (Rock- und Popmusik, Erstausgabe 1969), Rock Hard (seit 1983), Faze (Elektronische Musik), Visions (Alternative Rock, monatlich seit 1989) und das Gothic (Gothic-Rock, vierteljährlich seit 1990). 2018 wurden die Druckausgaben der drei auflagenstarken Musikmagazine Groove (1989–2018), Spex (1980–2018) und die kostenlose Intro (1992–2018) eingestellt. 2019 folgte die Printausgabe des Hip-Hop-Magazins Juice (1997–2019).

## CD-Beilagen
Einige Zeitschriften enthalten kostenlose Musikalben als CD-Beilagen, üblicherweise eine Zusammenstellung (Kompilation) von Titeln verschiedener Musiker und Interpreten. Diese Praxis begann in den 1980er Jahren mit dem britischen Magazin Smash Hits (1978–2006), das Flexi-Discs verschenkte, und ging in den 1990er Jahren zu Mixtapes und Compact Discs über. Die Tracks werden von den rechtehaltenden Musiklabeln zur Veröffentlichung freigegeben und dienen zumeist Werbezwecken.